# Elevador Lacerda
O Elevador com a Cidade Alta a partir do Mercado Modelo
O Elevador Lacerda é um sistema de transporte público da cidade de Salvador, capital do estado brasileiro da Bahia. Trata-se do primeiro elevador urbano do mundo. Em 8 de dezembro de 1873, quando a primeira torre foi inaugurada, era o elevador mais alto do mundo, com 63 metros. A estrutura atual, de 1930, tem 72 metros de altura. Faz o transporte de pessoas entre a Praça Cairu, na Cidade Baixa, e a Praça Tomé de Sousa, na Cidade Alta. É um dos principais pontos turísticos e cartão-postal da cidade. Do alto de suas torres, descortina-se a vista para a Baía de Todos-os-Santos, o Mercado Modelo e, ao fundo, o Forte de São Marcelo.
São duas torres: uma que sai da rocha e perfura a Ladeira da Montanha, equilibrando as cabines, e outra, mais visível, que se articula à primeira torre, descendo até ao nível da Cidade Baixa. O elevador mais famoso da Bahia chega a transportar 900 mil passageiros por mês ou, em média, 28 mil pessoas por dia ao custo de quinze centavos de real por passageiro, num percurso de trinta segundos de duração. Em 16 de janeiro de 2019, o Elevador bateu seu recorde de viagens em um único dia, com 33.850 passageiros.

## História

### Projeto

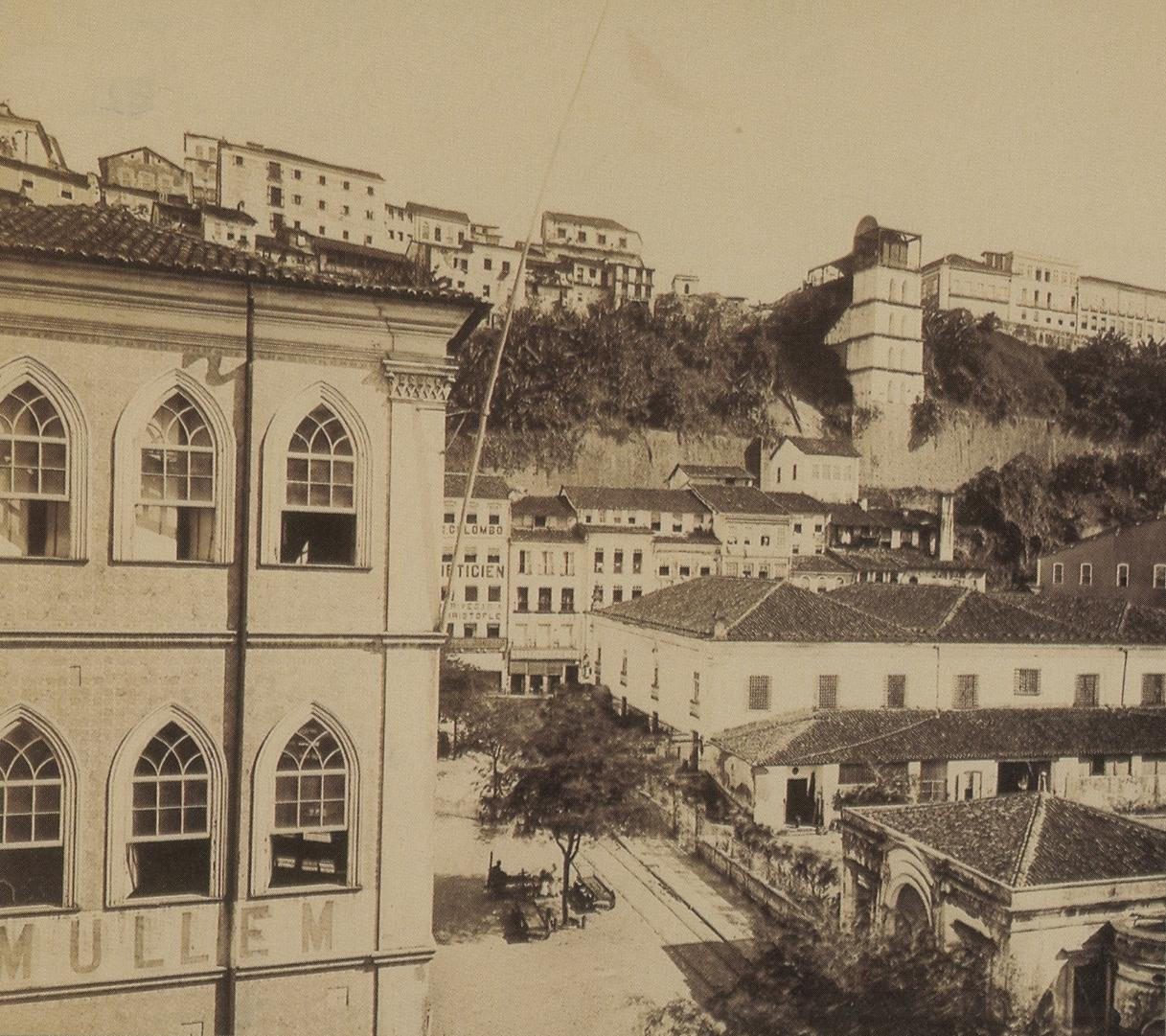
Salvador, província da Bahia (Rodolpho Lindemann, 1875).

A geomorfologia do local, dois planos separados por uma grande escarpa, era um problema durante a construção de Salvador e que foi crescendo com a expansão da cidade, tornando-se um desafio a ser vencido. A comunicação rápida e confortável entre os dois níveis era uma necessidade numa época em que o transporte era feito através de guindastes e ladeiras íngremes. Porém, o plano do baiano visionário Antônio de Lacerda ao idealizar o Elevador Hidráulico da Conceição - primeiro nome do Elevador Lacerda - não era apenas ligar a parte baixa e alta da cidade, era facilitar o transporte para o sul, sentido em que a cidade se expandia, articulando o elevador com as linhas de bonde.[carece de fontes?]
O projeto foi construído em ambiente familiar. Reuniões entre o pai Antônio Francisco de Lacerda, dono de muitas propriedades, o irmão engenheiro Augusto Frederico de Lacerda, a esposa e o sogro, eram realizadas para discutir o plano revolucionário. As obras foram iniciadas em 17 de outubro de 1869 e sua inauguração de se deu em 8 de dezembro de 1872. Era de sistema hidráulico até 1906, quando, após passar por reformas, foi eletrizado pela Companhia Linha Circular de Carris da Bahia.

### Construção e inauguração

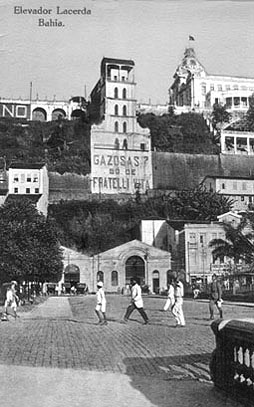
O primitivo elevador, na década de 1920

A oportunidade de realizar seu projeto surgiu quando a firma Antônio de Lacerda & Cia, cujo principal sócio era seu pai, comprou os direitos de construção de linhas de transporte na encosta e a firma se transformou na Companhia de Transportes Urbanos. A inauguração do equipamento se deu três anos depois e o elevador ficou conhecido popularmente como "Parafuso". Em 1896, o nome oficial foi alterado para "Elevador Lacerda" em homenagem ao idealizador e construtor Antônio de Lacerda.
Após a sua inauguração, passou a ser o principal meio de transporte entre a Cidade Alta, onde se encontra o centro histórico, e a Cidade Baixa, local de concentração de atividades financeiras e comerciais em Salvador. Na estrutura inicial, os passageiros tinham de ser pesados individualmente, e o peso total dos passageiros a serem transportados era calculado e somando-os até atingir o limite máximo de segurança. O Barão de Jeremoabo (Cícero Dantas) assim registrou a pesagem dele próprio e de outras autoridades:
Em 16 de março de 1889 pesamo-nos no elevador, dando o seguinte resultado: Pinho - 54 quilos, ou 3 arrobas e 98 libras; Cícero - 61 quilos, ou 4 arrobas e 2 libras; Guimarães - 65 quilos ou 4 arrobas e 10 libras; Artur Rios - 73 quilos ou 4 arrobas e 26 libras; e Vaz Ferreira - 115 quilos, ou 7 arrobas e 20 libras.
Inicialmente operava com duas cabines, atualmente funciona com quatro modernas cabines eletrificadas que comportam 32 passageiros cada uma, com um tempo de permanência de 22 segundos.

### Reformas

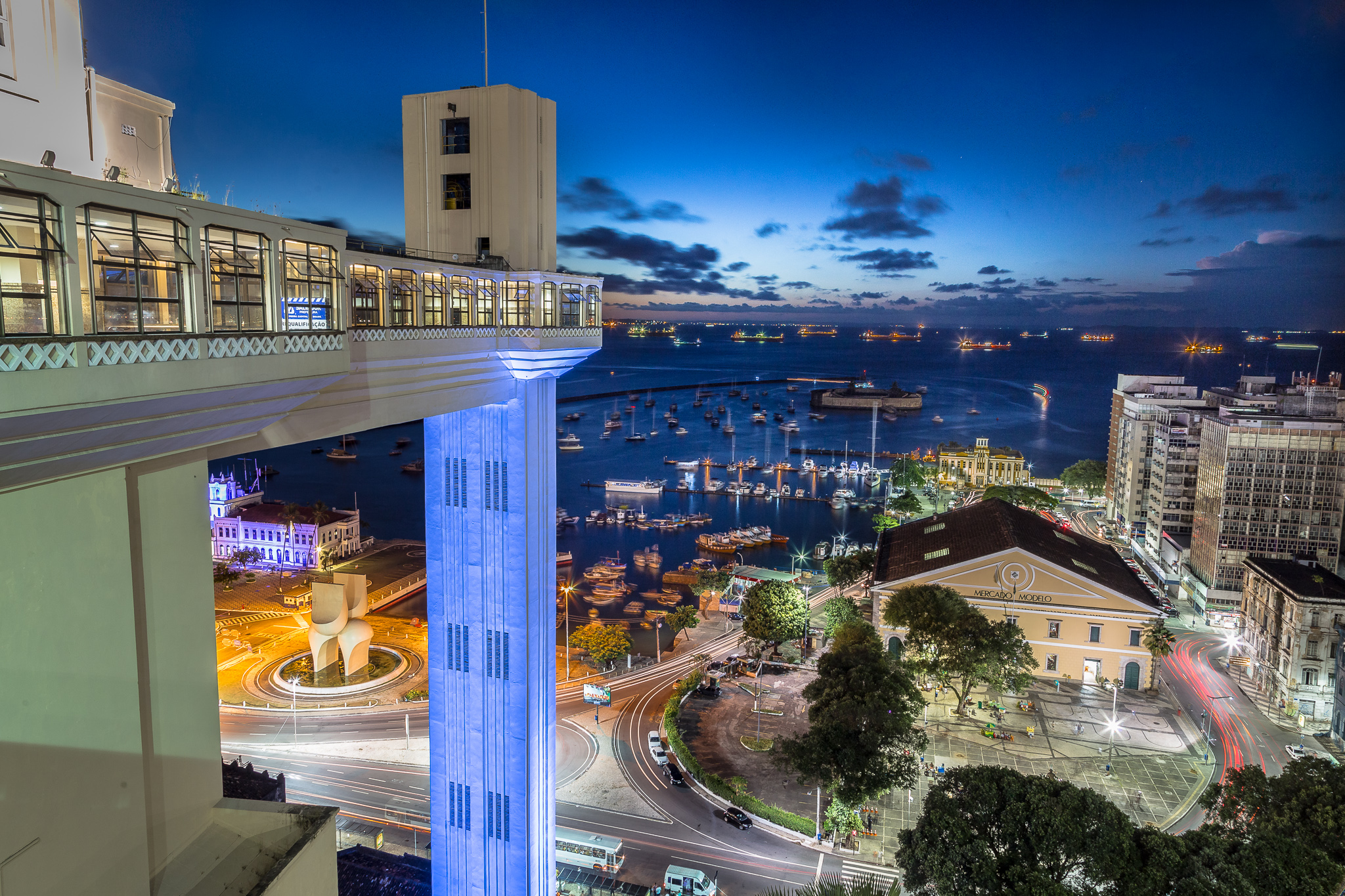
O elevador à noite.

Várias mudanças foram introduzidas ao longo de sua história por cinco grandes reformas e revisões:
1. em julho de 1906 para a sua eletrificação;
2. em 1930 adicionaram-se mais dois elevadores e uma nova torre;
3. no fim da década de 1950, concluindo-se em 1961, o elevador passou por uma total reforma em sua parte mecânica;
4. no início da década de 1980 houve uma revisão na estrutura de concreto;
5. em 1997 foi feita a revisão de todo o maquinário elétrico e eletroeletrônico.

A reforma de 1930 conferiu-lhe a atual arquitetura em estilo art déco. As duas cabines originais foram ampliadas para quatro, sendo que cada uma delas com a capacidade de transportar até vinte e sete passageiros. A inauguração da obra deu-se a 7 de setembro daquele ano.
Foi tombado pelo Instituto do Patrimônio Histórico e Artístico Nacional, em 7 de dezembro de 2006.

## Referências culturais

Doodle em homenagem aos 145 anos da inauguração.